# 청춘 드라마의 작품 목록
이 문서는 청춘 드라마의 작품 목록이다.

## 아시아

### 대한민국
- 감성세대
- 공부의 신
- 꽃보다 남자
- 궁
- 궁S
- 나
- 내 아이디는 강남미인
- 내일
- 너를 노린다
- 넌 내게 반했어
- 네 꿈을 펼쳐라
- 닥치고 꽃미남 밴드
- 달려라 고등어
- 두근두근 체인지
- 드림하이
- 드림하이 2
- 땐뽀걸즈
- 또래와 뚜리
- 로망스
- 마술학교
- 마지막 승부
- 몬스타
- 못난이 송편
- 무림학교
- 마보이
- 마이걸
- 맥랑시대
- 미남이시네요
- 미스터리 신입생
- 반지의 여왕
- 발칙하게 고고
- 베이비시터
- 복수가 돌아왔다
- 비밀의 교정
- 사랑이 꽃피는 교실
- 사랑이 꽃피는 계절
- 사랑이 꽃피는 나무
- 상속자들
- 선암여고 탐정단
- 성균관 스캔들
- 성장드라마 반올림
- 솔로몬의 위증
- 스타트
- 신세대 보고 - 어른들은 몰라요
- 아름다운 그대에게
- 아이 엠 샘
- 아스달 연대기
- 악몽선생
- 안단테
- 앵그리맘
- 얘네들 MONEY?!
- 어쩌다 발견한 하루
- SOS - 우리 학교를 구해줘
- 에어틴
- 에이틴 시즌2
- 열여덟의 순간
- 열일곱
- 오, 나의 남자들!
- 오렌지 마말레이드
- 왓츠업
- 우리들의 천국
- 응답하라 1997
- 응답하라 1994
- 응답하라 1988
- 이태원 클라쓰
- 장난스런 키스
- 정글피쉬
- 정글피쉬 2
- 청춘시대
- 청춘시대 2
- 편의점 샛별이
- 페이지터너
- 하이스쿨 러브온
- 하지 말라면 더 하고 19
- 학교
- 학교 2
- 학교 3
- 학교 4
- 학교 2013
- 후아유 - 학교 2015
- 학교 2017
- 학교 이야기
- 화이트 크리스마스
- 힙한 선생
- 스물다섯 스물하나

### 일본
- 14세의 어머니
- 35세의 고교생
- 3학년 B반 킨파치 선생
- GTO
- H2~너와 있던 날들
- IS
- 건달군과 안경양
- 검은 여교사
- 겁쟁이페달
- 고교입시
- 고쿠센
- 꽃보다 남자
- 나는 어디에서
- 내가 사는 길
- 노부타 프로듀스
- 도쿠야마 다이코로를 누가 죽었나
- 드래곤 사쿠라
- 라이프
- 롱 러브레터~표류교실~
- 루키즈
- 마왕
- 마녀의 조건
- 마지무리 학원
- 마지스카 학원
- 미성년
- 미안해 청춘
- 붉은 실
- 사립 바카레아 고교
- 쏙독새
- 수학♥여자학원
- 스즈키 선생
- 스미레 16세!!
- 아마짱
- 아름다운 그대에게~미남♂파라다이스~
- 야에의 벚꽃
- 약해도 이길 수 있습니다 ~아오시 선생님과 풋내기 고교 야구 선수의 야망~
- 에디슨의 어머니
- 엘리트 건달
- 여고생의 낭비
- 여왕의 교실
- 우리들의 교과서
- 워터보이즈 2
- 인간 실격: 내가 만약 죽는다면
- 장난스런 키스
- 중학생일기
- 첫사랑 일기
- 초코미미
- 탐정학원 Q
- 토메하넷! 스즈리고교 서예부
- 트랜짓 걸스
- 틴 코트
- 프리즌 스쿨
- 하쿠센 나가시
- 허니와 클로버
- 희미한 그녀
- 힘내서 갑시다

### 중화인민공화국
- 17세 불곡
- 28세 미성년
- 가석불시니
- 국민노공
- 두라라승직기
- 미미일소흔경성
- 반장대인
- 별나마교오
- 빌리빌리
- 상은
- 선풍소녀
- 십오년등대후조
- 십육세적화계
- 야상생전하
- 양광찬란적일자
- 용일일니사정료
- 유영선생
- 일기래간유성우
- 일과 이분의 일, 여름
- 장애정진행도저
- 최호적아문
- 초식립정아애니
- 추구
- 추녀무적
- 춘풍십리불여니
- 치아문단순적소미호
- 친애적왕자대인
- 하이생소묵
- 홀이금하

### 중화민국
- 봉밀행운초
- 아가능불회애니
- 아화아적십칠세
- 악작극지문
- 위험심령
- 초식립정아애니
- 종극악녀
- 포말지하
- 화양소년소녀
- 해파청심
- 후채조적찬란시대

### 필리핀
- 갓 투 빌리브
- 도블레 카라
- 마라 클라라
- 마이닐라
- 마이걸
- 오마이지
- 온 더 윙스 오브 러브
- 이나, 카파티드, 아낙
- 프린세스 앤 아이
- 틸 아이 멧 유
- 하프 시스터스

### 태국
- 시크릿 세븐

## 아메리카

### 미국
- 90210
- The O.C.
- 가십걸
- 더 라잉 게임
- 더 소사이어티
- 더 포스터스
- 데드 오브 서머
- 데들리 클래스
- 데이브레이크
- 디킨슨
- 마이 소 콜드 라이프
- 미국 십대의 비밀생활
- 사우스 오브 노웨어
- 스크림
- 스탠 바이미
- 어쿼드
- 에버우드
- 유포리아
- 천재소년 두기
- 친애하는 백인 여러분
- 케빈은 열두살
- 파티 오브 파이브
- 파인덩 카터
- 판타스틱 하이스쿨
- 파퓰러
- 포섬
- 프라이 데이 나잇 라이츠
- 프릭스 앤 긱스
- 페이머스 인 러브
- 펠리시티
- 하우스 오브 아누비스

### 캐나다
- 백스테이지
- 데그라시: 넥스트 클래스
- 데그라시: 더 넥스트 제너레이션
- 더 넥스트 스텝

### 칠레
- 코라손 레벨데

## 유럽

### 영국
- 그레인지 힐
- 마법사 멀린
- 더 버즈
- 바나나
- 바이커 그루브
- 비버 폴스
- 빅토리아
- 쉐임리스
- 스킨스
- 울프블러드
- 워털루 로드
- 휴먼 비커밍

### 이탈리아
- 베이비

### 스페인
- 엘리트들
- 피시카 오 키미카
- 엘 인테르나도

## 같이 보기
- 청춘 드라마